# عنجيتي
عنچيتي (ويعني "الذي من عنچيت") هو الإله المحلي للمقاطعة التاسعة من الوجه البحري في مصر القديمة، يتمركز في عنچيت أو كما تعرف اليوم أبو صير بنا، التي كانت تُعرف باسم بوزيريس عند اليونانيين. يُعرف هذا الإله أيضًا بأسماء بديلة مثل عنيزتي أو عنيچتي. يعتبر عنچيتي واحدًا من أقدم الآلهة المصرية، وربما تعود جذوره إلى عصر ما قبل الأسرات المصرية.
يُعتقد أن عنچيتي كان صورة سابقة لأوزوريس. ومثل أوزوريس، يُصور وهو يحمل الصولجان والمذبة ولديه تاج مشابه لتاج أوزوريس "تاج الآتف". ويظهر الملك سنفرو من الأسرة الرابعة، باني الهرم الحقيقي الأول، مرتديًا تاج عنچيتي. وفي نصوص الأهرام، ينادى الملك المتوفى باسم عنچيتي، كما يجيء ذكره في نصوص التوابيت أيضا. في معبد سيتي الأول، يظهر الملك وهو يقدم البخور إلى أوزوريس-عنچيتي الذي ترافقه إيزيس.
كما يظهر أن له جوانب تتعلق بالخصوبة، حيث يُعرف بلقب "ثور النسور". وفي بعض الأحيان يُكتب اسمه باستبدال شكل معدّل للرحم مكان الريشة في الهيروغليفية.